# Treslev Kirke
Treslevs middelalderkirke var en kirke, beliggende lige øst for dagens centrale Varberg, i Träslöv sogn i Göteborgs Stift.
Den gamle stenkirke, bygget i slutningen af 1100-tallet, blev revet ned i 1851 da den nuværende kirke stod klar cirka to kilometer sydvest for middelalderkirken. De resterende gråstenmure viser planen af en romansk apsiskirke med et sekundært tårn mod vest (muligvis af senmiddelalder dato). Vest for kirketårnet var et rummeligt våbenhus med indgang fra syd.